# Wedowee
Wedowee város az USA Alabama államában, Randolph megyében, melynek megyeszékhelye is. Lakosainak száma 737 fő (2020. április 1.).

## Népesség
A település népességének változása:

| 2010 | 823 |
| 2020 | 737 |